# Elazar Sztern
Elazar Sztern (hebr. ‏: אלעזר שטרן‎, ang. Elazar Stern, ur. 25 sierpnia 1956 w  Tel Awiwie) – izraelski wojskowy i polityk, alluf Sił Obronnych Izraela, od 2013 poseł do Knesetu. W latach 2021–2022 minister wywiadu Izraela.
W wyborach parlamentarnych w 2013 po raz pierwszy dostał się do izraelskiego parlamentu z listy partii Ruch. W 2015 bezskutecznie starał się o reelekcję z listy Jest Przyszłość, jednak w dwudziestym Knesecie znalazł się już 4 września zastępując Szaja Pirona. W wyborach w kwietniu 2019 ponownie dostał się do parlamentu z koalicyjnej listy Niebiesko-Biali.